# Aranyszarvas Fesztivál
Az Aranyszarvas Fesztivál (románul: Festivalul Cerbul de Aur) egy nemzetközi könnyűzenei fesztivál, melyet 19 alkalommal rendeztek meg 1968 és 2019 között. Helyszíne a romániai Brassó, szervezője a Román Televízió. A rendezvény magába foglalja a fiatal hazai és külföldi tehetségek közötti versenyt, és világhírű előadók vendégszereplését. Egykoron Románia leghíresebb fesztiváljának tartották, és 25–30 tévéállomás közvetítette.

## Története

### 1968–1971
Az Aranyszarvast a román kormány kifejezett kérésére hozták létre. Egy korabeli beszámoló szerint a rendezvényt Nicolae Ceaușescu indítványozta, aki egy brassói látogatása alkalmával állítólag ezt mondta: „Brassó Románia Salzburgja. Miért nem rendeztek ti is valami fesztivált?” Egy másik forrás szerint Octavian Palertől, a Rádió-Televízió elnökétől származott az ötlet. A párt brassói szervezete benyújtotta a sanremói Dalfesztiválról és a bulgáriai Arany Orfeuszról mintázott új román fesztivál tervét, és miután a központi bizottság rábólintott, megkezdték a szervezést.
Az első kiadást 1968. március 5. és 10. között rendezték 28 versenyzővel és 13 vendégszereplővel. Helyszínként a brassói Drámai Színház (jelenlegi nevén Teatrul Sică Alexandrescu) épülete szolgált, a résztvevőket az Aro Palace-ban szállásolták el. Az Aranyszarvas rendkívül sikeres volt, elnyerte a nemzetközi közönség tetszését, és több külföldi kritikus Európa egyik legjobb zenei rendezvényének tartotta.
Az Aranyszarvas célja az volt, hogy megmutassa a nyugati világnak, hogy a kommunista Románia egy szabad, nyitott ország. Végül ez a nyitottság lett a veszte: a nagy sikert látva Ceaușescu attól tartott, hogy a románok túlságosan rákapnak a szabadság ízére, így 1971 után beszüntették a rendezvényt.
A fesztivál alkalmából építették meg a Cenkre vivő drótkötélpályás felvonót, hogy „ne nevettessék ki magukat a külföldi látogatók előtt”. Bár átadását kezdetben 1967-re tervezték, pénzhiány miatt csak 1971-ben nyitották meg. A felvonó felső, Cenk-teteji állomásánál éttermet és televízió-relét is építettek.

### 1992–től
A kommunizmus bukása után felélesztették az Aranyszarvast. Az ötödik kiadást 1992-ben szervezték; a dátum március helyett június, a helyszín a színház helyett a Főtér lett. Brassóban a június kiváltképpen esős hónap, így a rendezvényt később szeptemberre tették. Kisebb-nagyobb megszakításokkal 1992 és 2009 között 13 alkalommal kapott helyet.
2009 után a Román Televízió pénzhiány miatt nem tudta többször megszervezni, viszont nem akar lemondani az Aranyszarvas védjegyről, így mások sem tudnak ilyen nevű fesztivált rendezni. Az Aranyszarvast közel egy évtizedes szünet után élesztették újra: a tizennyolcadik kiadást 2018-ban szervezték meg, 50 évvel az első megrendezés után, Románia fennállásának 100. évfordulóján.

## Előadók
A nevesebb előadók közül az Aranyszarvason részt vett Christina Aguilera, Cliff Richard, Culture Beat, Cyndi Lauper, Gheorghe Zamfir, Joe Cocker, Julio Iglesias, INXS, Kenny Rogers, Kylie Minogue, MC Hammer, O-Zone, Patricia Kaas, Pink, Ray Charles, Ricky Martin, Scorpions, Sheryl Crow, Status Quo, t.A.T.u, Tom Jones, Toto Cutugno, UB40.
Magyar fellépők voltak Kovács Kati (1968), Koncz Zsuzsa (1971), Dancs Annamari (2008).